# 泥洼站

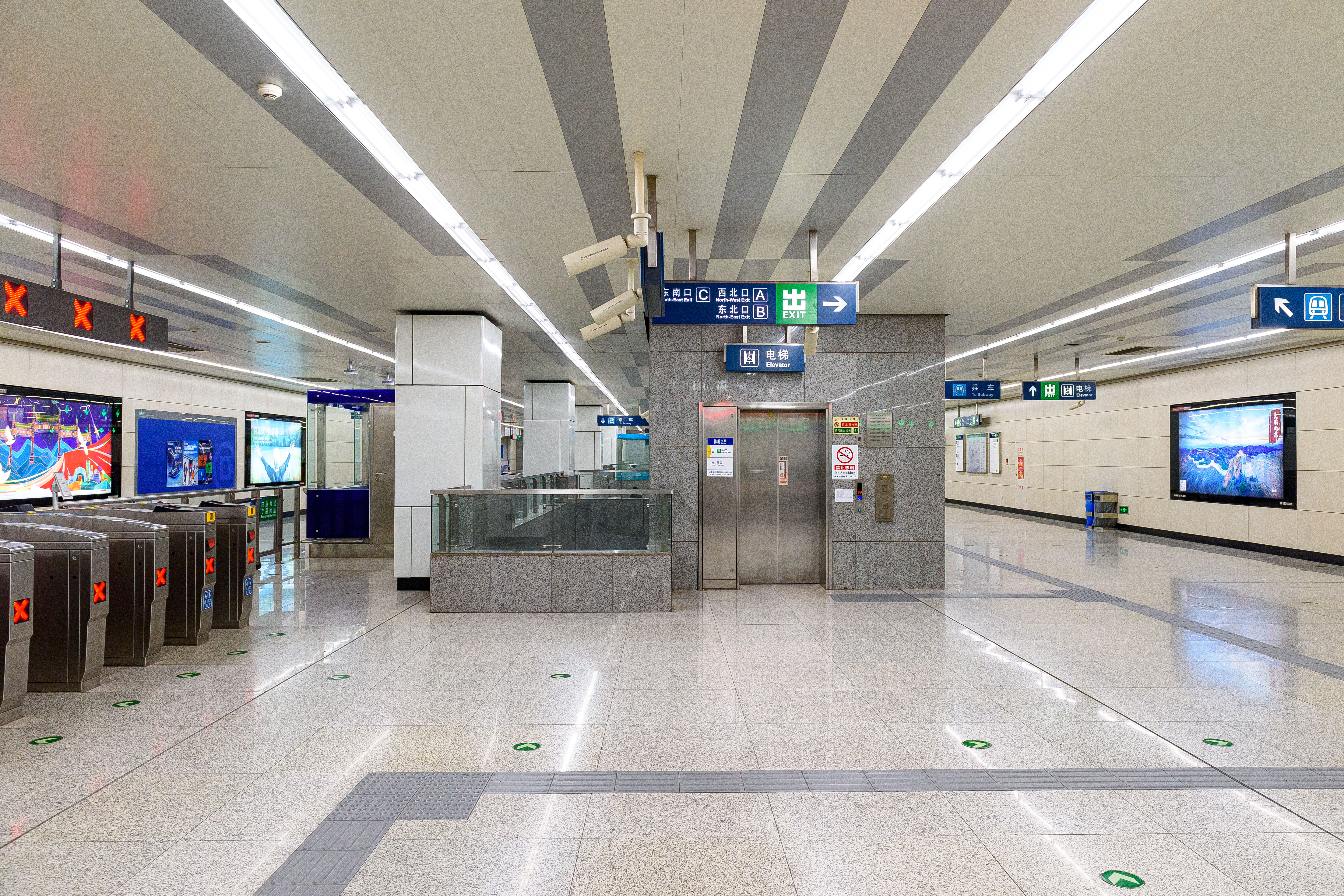
泥洼站站厅层（2024年1月摄）

泥洼站，规划时称前泥洼站，是一个位于中国北京市丰台区丰台街道泥洼东路与丰管路交叉处北侧，属于北京地铁10号线的地铁车站，于2013年5月5日正式开通投入运营。

## 位置
泥洼站位于规划新丰台火车站北侧（原丰台火车站货场北侧），呈南北向布置。

## 历史
2010年，铁道部提出对丰台火车站进行改扩建，接入京广高铁，以缓解北京西站的压力。新站站址位于既有丰台站东侧。
由于需要更改规划，10号线的孟家村站和前泥洼站于2010年5月停止施工。规划部门提出将两座车站取消，合并至新丰台火车站地下，称作“三站合一”，这一方案会使附近居民出行受到极大影响，因此受到沿线居民，尤其是三环新城居民的强烈反对。
最终实施的方案中，两站保留下来，前泥洼站北移300米，介于前泥洼村和后泥洼村之间，改称泥洼站，孟家村站北移接驳丰台站，改称丰台站。
风波过去之后，又遇到拆迁问题，泥洼站直到2012年2月进场施工。不过，土建施工只花了四个月时间，6月30日就完成了结构封顶。但受限于丰台站进度，10号线二期未能于原计划的2012年年底成环运营，只开通了丰台站和泥洼站以外的区间。

## 结构
泥洼站为地下2层车站，双柱3跨结构，岛式站台设计，采用明挖法施工。车站全长233.2米，宽度20.9米，车站设4个出入口（两个预留出入口）。

### 车站楼层
| 地面层          | 街道                   | A-C出入口                        |
| 地下一层 站厅层 | 站厅                   | 客务中心、自动售票机、进出站闸机 |
| 地下二层 站台层 |                        | █ 10号线内环（西局）             |
| 地下二层 站台层 | 岛式站台，左側開门     |                                  |
| 地下二层 站台层 | █ 10号线外环（丰台站） |                                  |

## 出入口
|                           |        |                      |      |            |  |
| 编号                      | 指示   | 建议前往的目的地     | 图片 | 无障碍设施 |  |
| 出口 · A · 1 · 升降机标志 |        | 盛鑫嘉园             |      |            |  |
| 出口 · A · 2 · 升降机标志 | 丰管路 | 盛鑫嘉园、前泥洼一区 |      |            |  |
| 出口 · B                  |        | 周庄子村             |      | 不適用     |  |
| 出口 · C · 1 · 升降机标志 | 丰管路 | 丰益花园西区         |      |            |  |
| 註： 設有                 |        |                      |      |            |  |